# Félix Luib

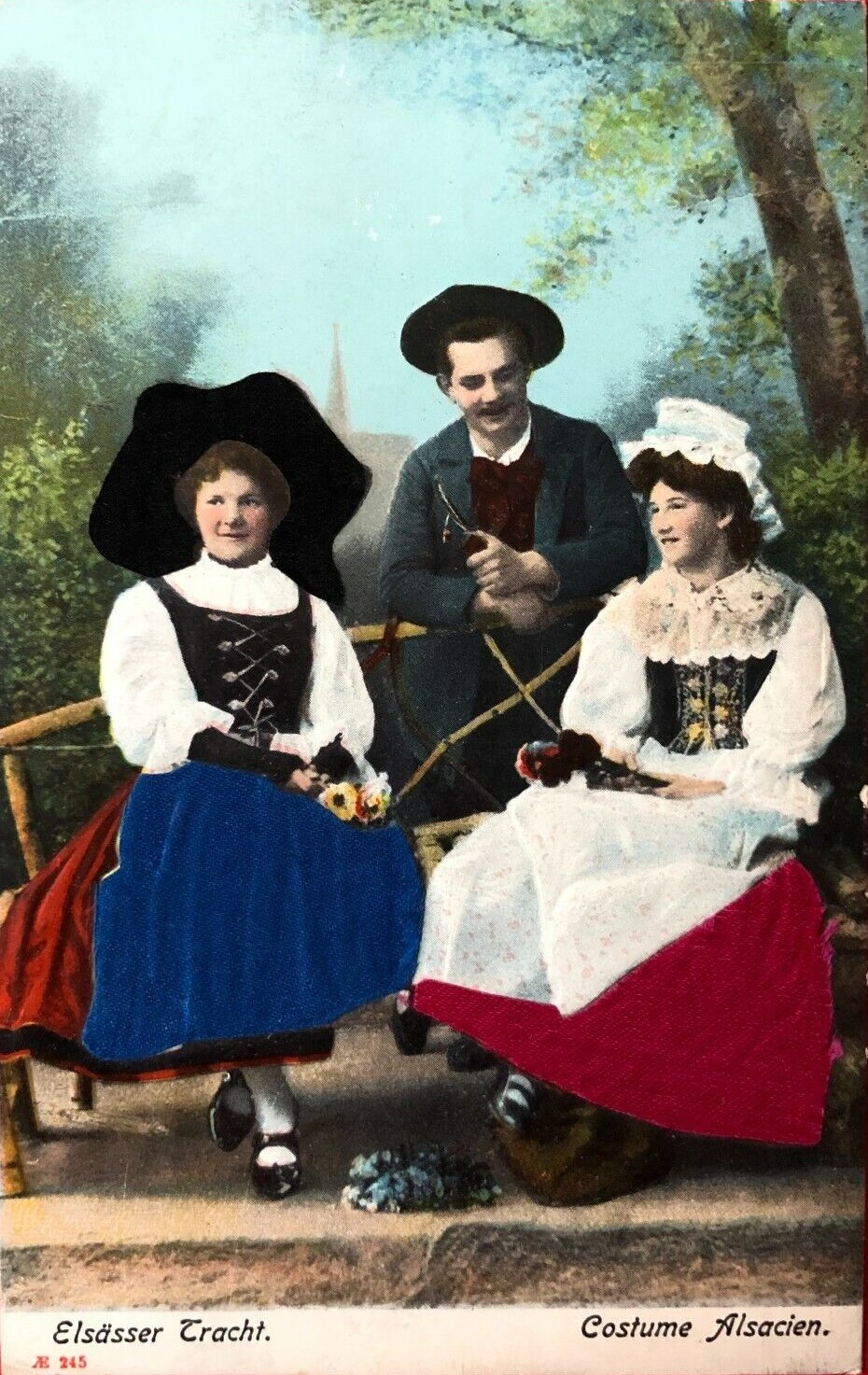
Tradiční alsaský kroj, asi 1913

Felix Luib (5. července 1869, Štrasburk – 25. března 1946, tamtéž) byl alsaský fotograf a vydavatel, jeden z nejvýznamnějších vydavatelů pohlednic ve Štrasburku na počátku 20. století.

## Publikace
Editor, vydává řadu turistických publikací, kterých se někdy účastní jako fotograf, jako např.: V zemi Alsasko, Napříč Alsaskem, Vues d'Alsace, Die Vogesen nebo Ansichten aus den Vogesen. Tato díla obsahují reklamy shromážděné jeho vlastní agenturou Hieronimus & Luib.
Stejně jako jeho současník Jules Manias (1866–1944) jeho vydavatelství aktivně přispělo k masivní distribuci tradičního Alsaska, k čemuž přispělo kolem roku 1900 objevení nových tiskových procesů.

## Galerie
Pohledy na Štrasburk:

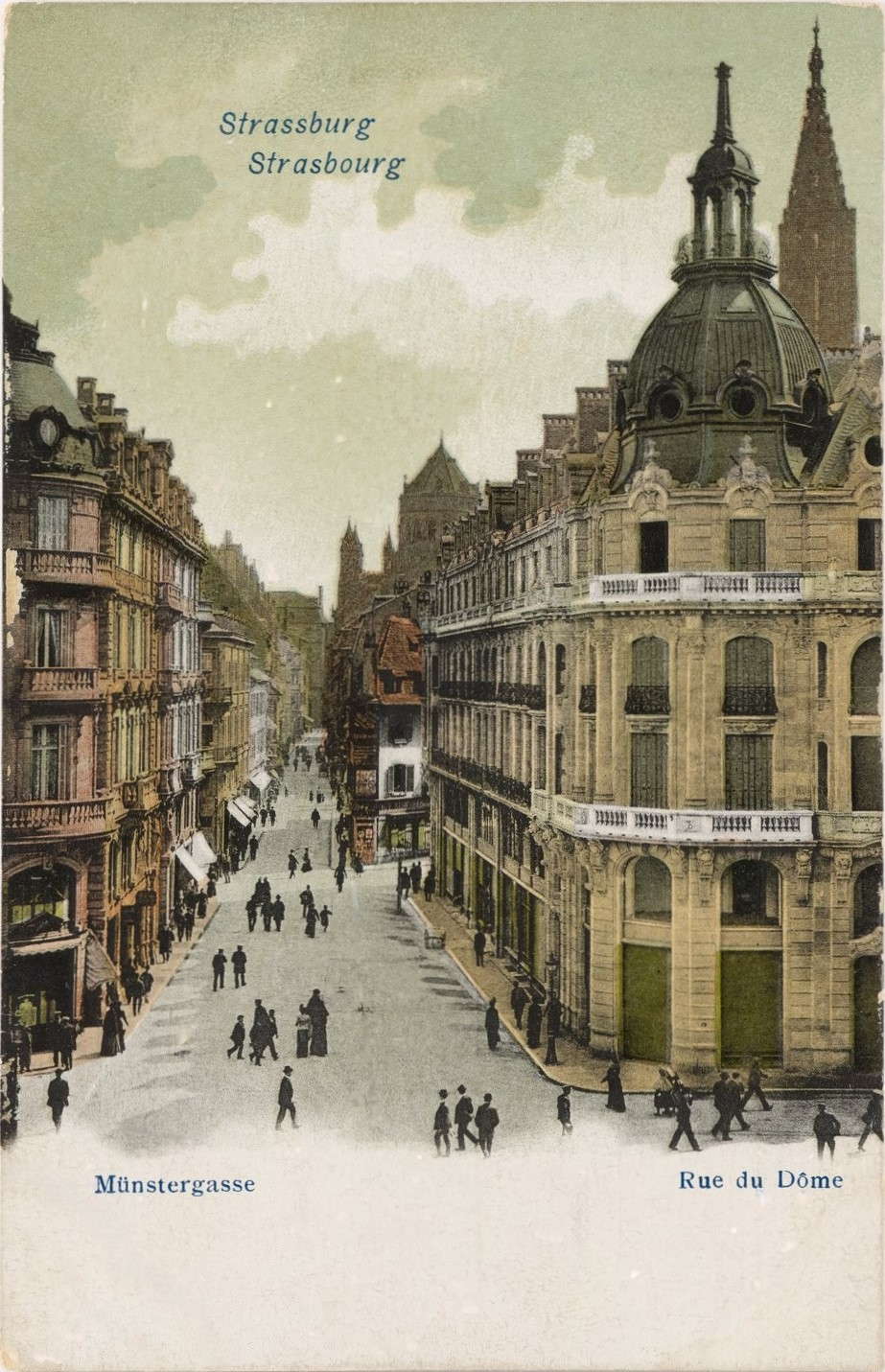
Münstergasse, 1900
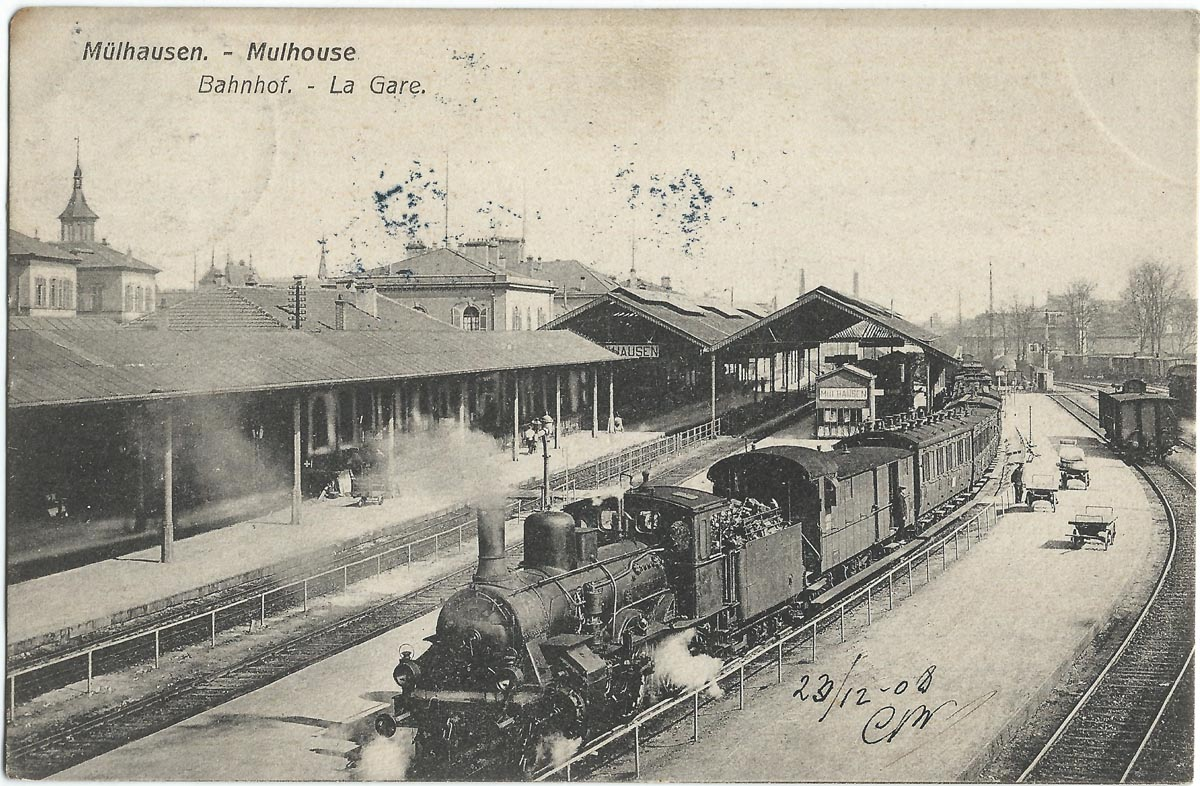
Mulhausen nádraží, 1908
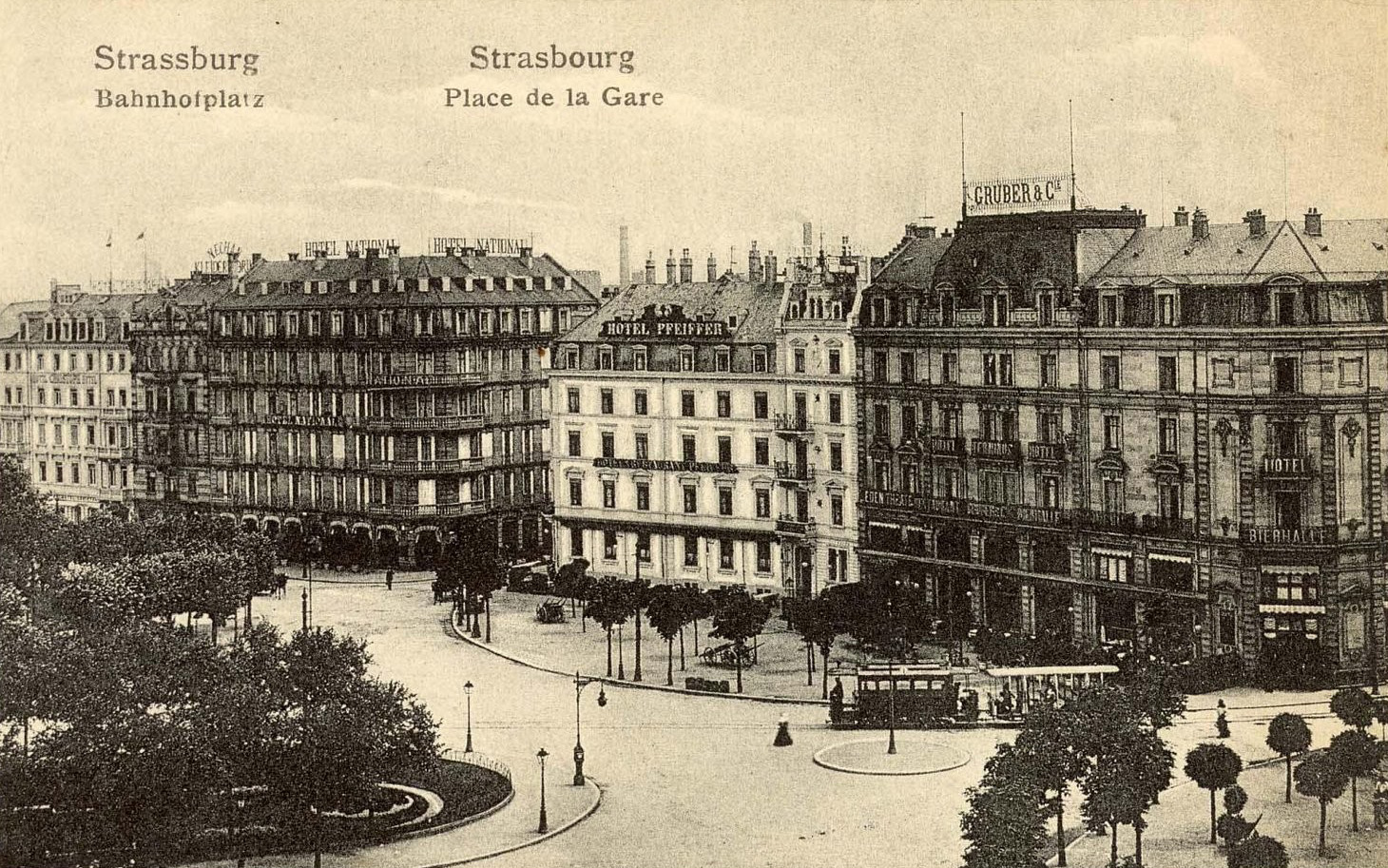
Bahnhofsplatz, 1914
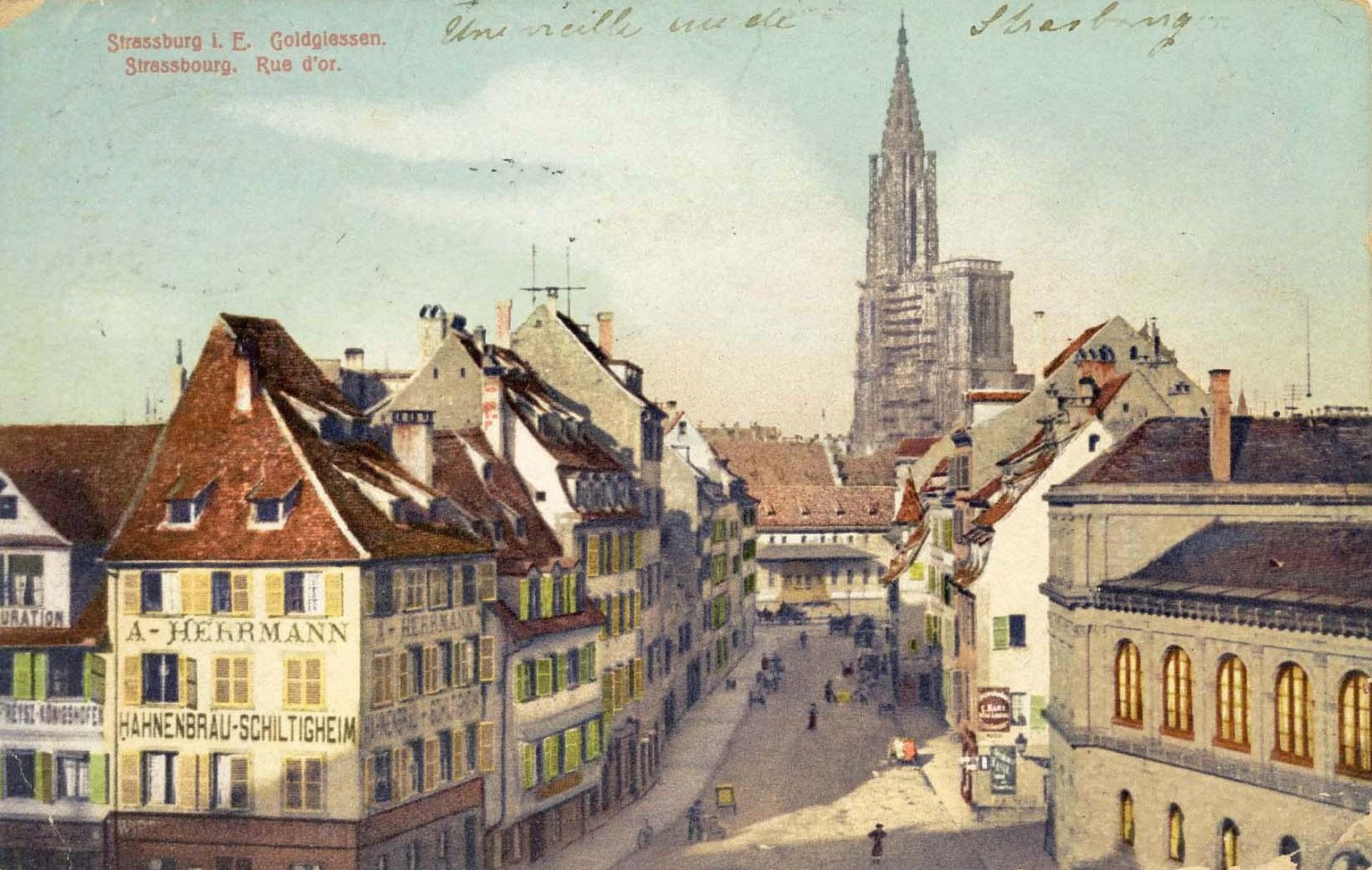
Rue d'Or, 1920
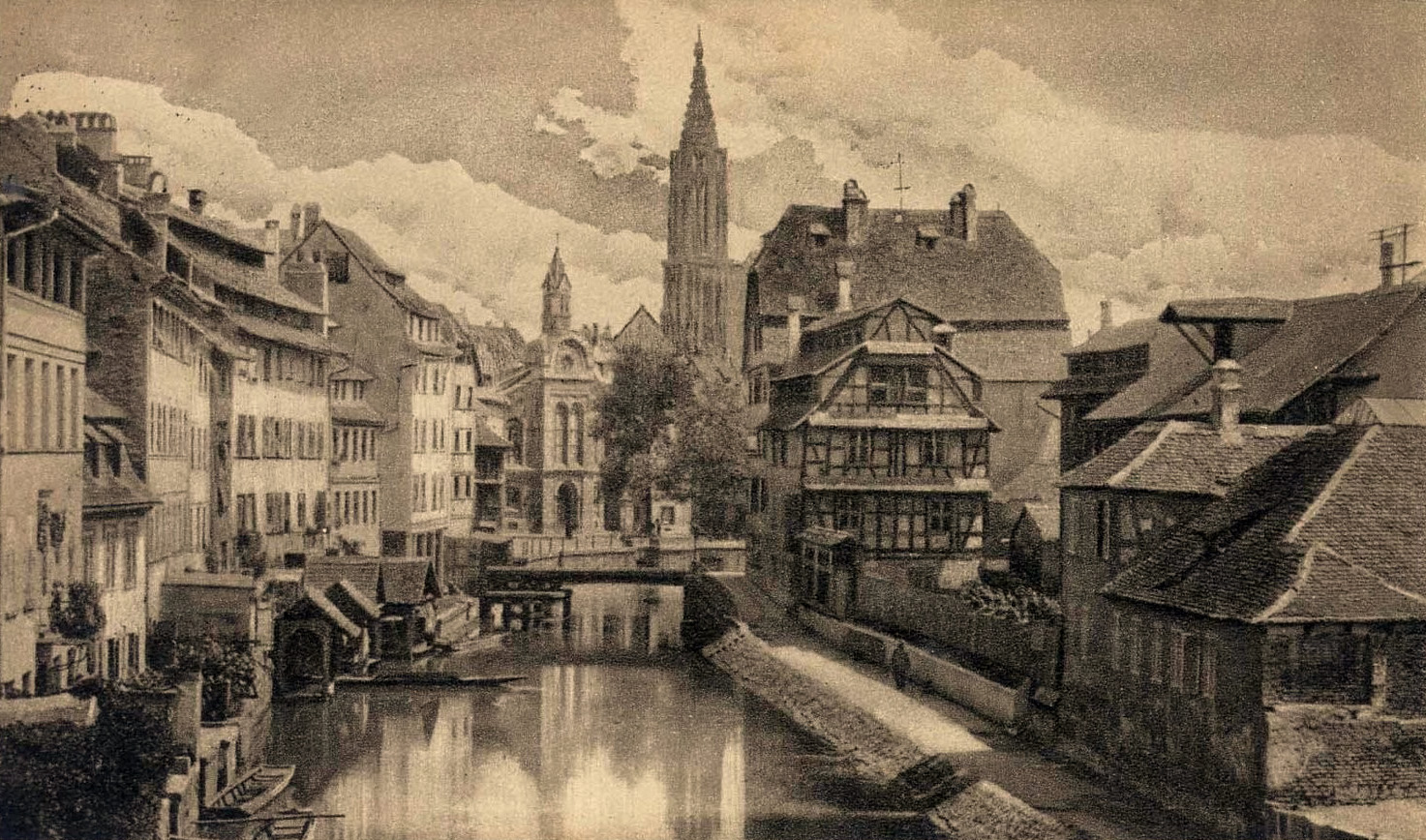
Quai de la Petite-France, 1930